# Bronskronad kattfågel
Bronskronad kattfågel (Ailuroedus geislerorum) är en fågel i familjen lövsalsfåglar inom ordningen tättingar.

## Utseende och läte
Bronskronad kattfågel är en stor och knubbig tätting. Den har ljusbrun hjässa som kontrasterar med vitt på kind och strupe. Vidare syns ett ojämnt svartfläckigt mustaschstreck och ett halsband som är smalare där fram och ofta öppet vid strupen. På bröst och buk är den ljusbeige, gradvis övergående i det vita på strupen och täckt av stora svarta fläckar som ofta formar tjocka strimmor. Den överlappar höjdledes med både nordlig kattfågel och huonkattfågel, men denna art är mindre, har vit kind och hittas på lägre höjder. Lätet är ett utdraget raspande ljud.

## Utbredning och systematik
Arten delas in i två underarter med följande utbredning:
- Ailuroedus geislerorum geislerorum – låglänta områden på norra Nya Guinea, från ön Yapen till Huonhalvön
- Ailuroedus geislerorum molestus – låglänta områden på sydöstra Nya Guinea (nordsidan av Owen Stanley-bergen)

Tidigare betraktades den som en del av vitörad kattfågel (A. buccoides). 

## Levnadssätt
Bronskronad kattfågel hittas inne i skogar i låglänta områden och förberg. Den är skygg och svår att få syn på.

## Status
Internationella naturvårdsunionen IUCN erkänner den inte som art, varför den inte placeras i någon hotkategori. 